# Bucium

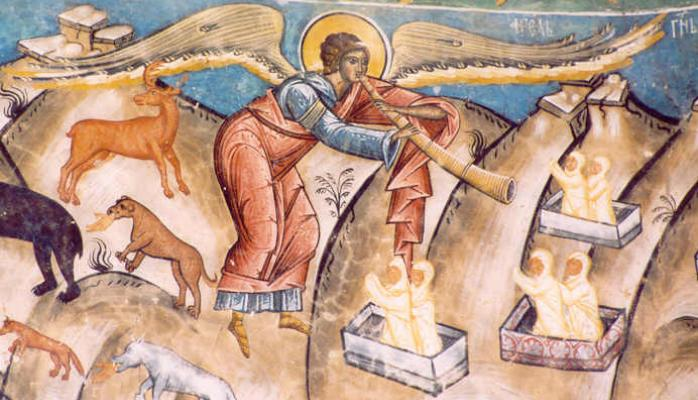
Un affresco che decora il Monastero di Voroneț che ritrae un angelo mentre suona il bucium nel Giorno del Giudizio Universale.

Con il nome di bucium ('bu.ʧjum, ma anche conosciuto come trâmbiță o tulnic) si indica uno strumento musicale a fiato tradizionale, di natura simile al corno alpino svizzero, nonché quasi identico alla trembita ucraina. 
Di origine dace, tornò a essere usato nelle regioni di Moldavia e Valacchia come strumento di segnalazione militare. Il nome bucium deriva da quello dello strumento romano bucinum, dal significato di corno curvo.
Il tubo è solitamente costruito con corteccia di limone, legno, o anche (parzialmente) metallo.
Attualmente è usato da pastori per segnalazioni nelle montagne con foreste, e per guidare pecore e cani.